# Mistrzostwa Ameryki i Pacyfiku w Saneczkarstwie 2013
2. Mistrzostwa Ameryki i Pacyfiku w Saneczkarstwie 2013 odbyły się w dniach 8 – 9 lutego 2013 roku w Lake Placid, w Stanach Zjednoczonych. Zawody odbyły się w ramach Pucharu Świata w sezonie 2012/2013. Zawodnicy rywalizowali w trzech konkurencjach: jedynkach kobiet, jedynkach mężczyzn, dwójkach mężczyzn.

## Terminarz
| Data          | Miejscowość | Konkurencja      | Złoto                                | Srebro                                                 | Brąz                                        |
| ------------- | ----------- | ---------------- | ------------------------------------ | ------------------------------------------------------ | ------------------------------------------- |
| 8 lutego 2013 | Lake Placid | Jedynki kobiet   | Julia Clukey                         | Alex Gough                                             | Erin Hamlin                                 |
| 9 lutego 2013 | Lake Placid | Jedynki mężczyzn | Chris Mazdzer                        | Samuel Edney                                           | Taylor Morris                               |
| 8 lutego 2013 | Lake Placid | Dwójki mężczyzn  | Kanada Tristan Walker · Justin Snith | Stany Zjednoczone Matthew Mortensen · Preston Griffall | Stany Zjednoczone Jake Hyrns · Andrew Sherk |

## Wyniki

### Jedynki kobiet
- Data / Początek: Piątek 8 lutego 2013

| Medal | Zawodniczka     | Narodowość        | 1. zjazd | 2. zjazd | Czas     | Strata |
| ----- | --------------- | ----------------- | -------- | -------- | -------- | ------ |
|       | Julia Clukey    | Stany Zjednoczone | 44.383   | 44.352   | 1:28.735 | –      |
|       | Alex Gough      | Kanada            | 44.408   | 44.340   | 1:28.748 | +0.013 |
|       | Erin Hamlin     | Stany Zjednoczone | 44.434   | 44.425   | 1:28.859 | +0.124 |
| 4.    | Kate Hansen     | Stany Zjednoczone | 44.660   | 44.640   | 1:29.300 | +0.565 |
| 5.    | Emily Sweeney   | Stany Zjednoczone | 44.751   | 44.695   | 1:29.446 | +0.711 |
| 6.    | Kimberley McRae | Kanada            | 44.874   | 45.049   | 1:29.923 | +1.188 |
| 7.    | Arianne Jones   | Kanada            | 45.024   | 44.935   | 1:29.959 | +1.224 |
| 8.    | Jordan Smith    | Kanada            | 45.456   | 45.680   | 1:31.136 | +2.401 |

### Jedynki mężczyzn
- Data / Początek: Sobota 9 lutego 2013

| Medal | Zawodnik        | Narodowość        | 1. zjazd | 2. zjazd | Czas     | Strata |
| ----- | --------------- | ----------------- | -------- | -------- | -------- | ------ |
|       | Chris Mazdzer   | Stany Zjednoczone | 52.667   | 52.520   | 1:45.187 | –      |
|       | Samuel Edney    | Kanada            | 52.557   | 52.660   | 1:45.217 | +0.030 |
|       | Taylor Morris   | Stany Zjednoczone | 52.579   | 52.643   | 1:45.222 | +0.035 |
| 4.    | Joe Mortensen   | Stany Zjednoczone | 52.635   | 52.657   | 1:45.292 | +0.105 |
| DNF.  | Isaac Underwood | Stany Zjednoczone |          |          |          |        |

### Dwójki mężczyzn
- Data / Początek: Piątek 8 lutego 2013

| Medal | Zawodnik                           | Narodowość        | 1. zjazd | 2. zjazd | Czas     | Strata |
| ----- | ---------------------------------- | ----------------- | -------- | -------- | -------- | ------ |
|       | Tristan Walker Justin Snith        | Kanada            | 44.237   | 44.333   | 1:28.570 | –      |
|       | Matthew Mortensen Preston Griffall | Stany Zjednoczone | 44.441   | 44.472   | 1:28.913 | +0.343 |
|       | Jake Hyrns Andrew Sherk            | Stany Zjednoczone | 44.494   | 44.618   | 1:29.112 | +0.542 |

## Klasyfikacja medalowa
| Miejsce | Państwo           |   |   |   | Razem |
| ------- | ----------------- | - | - | - | ----- |
| 1.      | Stany Zjednoczone | 2 | 1 | 3 | 6     |
| 2.      | Kanada            | 1 | 2 | 0 | 3     |